# ヨーロッパエビジャコ
ヨーロッパエビジャコ（Crangon crangon）は、コエビ下目に属するエビの一種。北東大西洋に広く分布する漁業上の重要種である。フランス語ではcrevette grise、オランダ語ではgrijze garnaalと呼ばれ、これらは「灰色のエビ」を意味する。英名はbrown shrimp・common shrimp・bay shrimp・sand shrimpなど。

## 形態

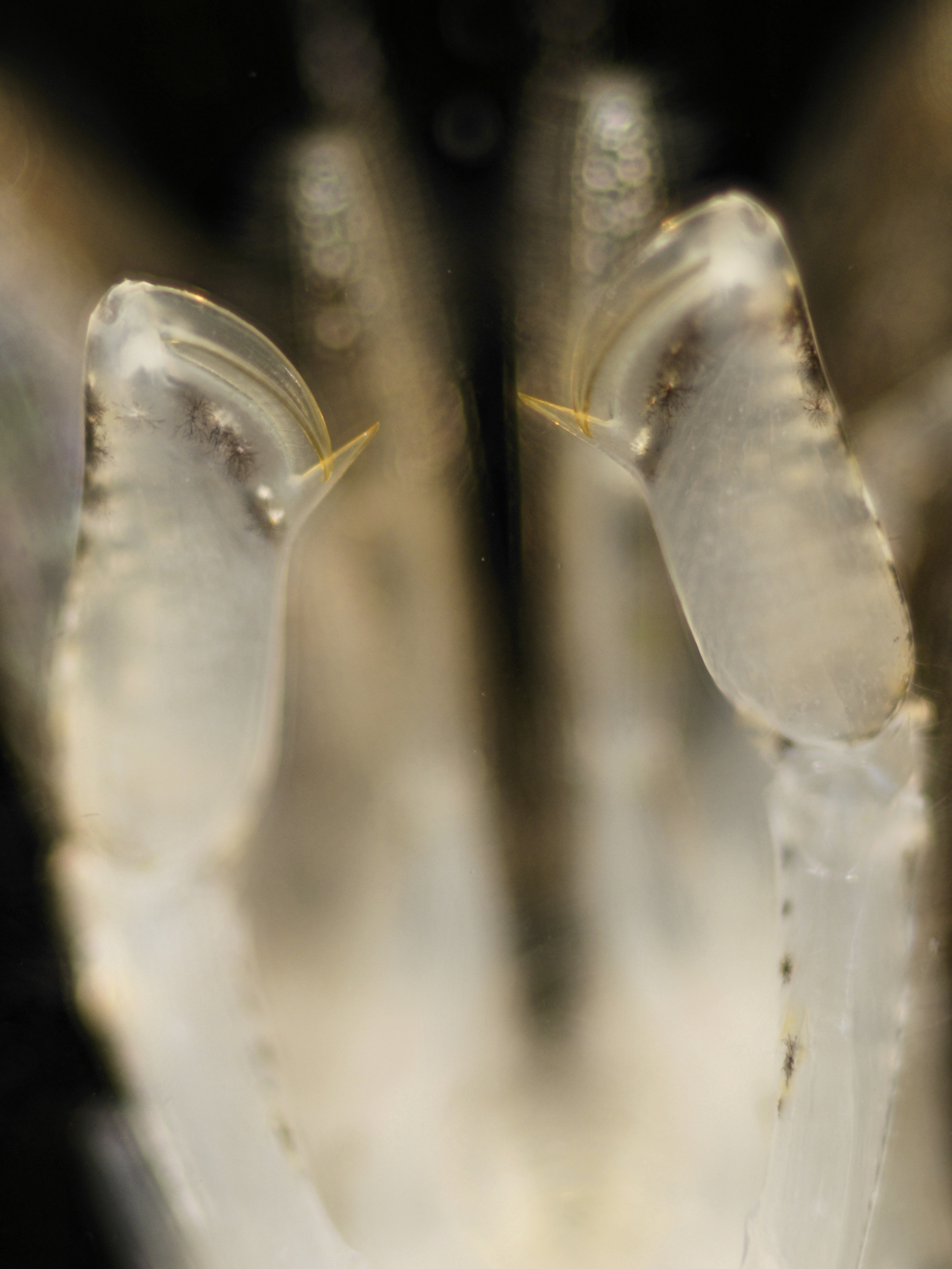
下から見た本種の第一胸脚

成体は30-50mm程度だが、最大で90mmの記録がある。体色は茶褐色で、模様は砂地での保護色となり、体の輪郭を隠す。
本種の属するエビジャコ科の特徴として、第一胸脚が亜鋏状 (subchelate) となること、額角が短いことが挙げられる。

## 分布
北東大西洋に広く見られる。北は白海から南はモロッコまでに分布し、バルト海・地中海・黒海でも全域で見られる。分布域は広いが、ジブラルタル海峡やボスポラス海峡などの地形障壁を超えた遺伝子流動はあまり観察されない。地中海西部の個体群が最も古く、北大西洋に広がったのは更新世以降だと考えられている。
エビジャコ属 Crangon は北半球に広く分布し、20種ほどが属する。だが大西洋に分布するのは本種とCrangon septemspinosa ・Crangon allmanni の3種のみで、北東大西洋に限れば本種とC. allmanni の2種のみである。C. allmanni は本種より深い場所に生息する。
河口や沿岸に近い浅瀬の海底近くで見られる。主に水深0-20mで見られるが、最深で130mから得られている。幼体は干潟などの、成体より浅い場所に生息する。個体数はかなり多く、生態系内で重要な位置にある。

## 生態
潮汐のない地域の個体群を用いた調査では、夜行性であることが示された。昼は触角のみを出して砂に潜り、潜るための底質のない環境ではこの行動パターンは破壊される。夏と冬で活動レベルにあまり変化はないが、夏には夜間に1回のピークが観測されたのに対し、冬には夜間に数回の弱いピークが観測された。だが、潮汐のある地域では、むしろ満潮時に活動的になるという報告もある。
餌は多毛類・貝類・甲殻類など。雌は22-43mm、雄は30-45mmで性成熟する。繁殖は暖かい時期を通して行われ、冬には卵を持った雌は少なくなる。孵化した幼生はプランクトン生活を送り、5回の脱皮の後にポストラーバ期になると着底する。成育場となっているワッデン海での調査では、着底は4月に始まり、ピークは5-6月だが、10-11月まで散発的に続くことが示された。

## 利用

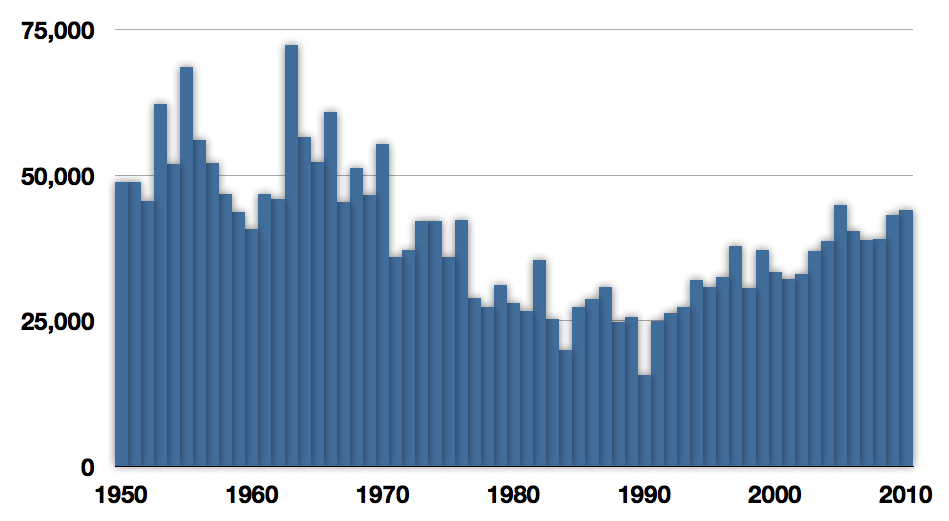
FAOによる全世界の1950–2010年の漁獲トン数。

1990年には37,000 t以上が漁獲され、その80%以上をドイツとオランダが占めていた。

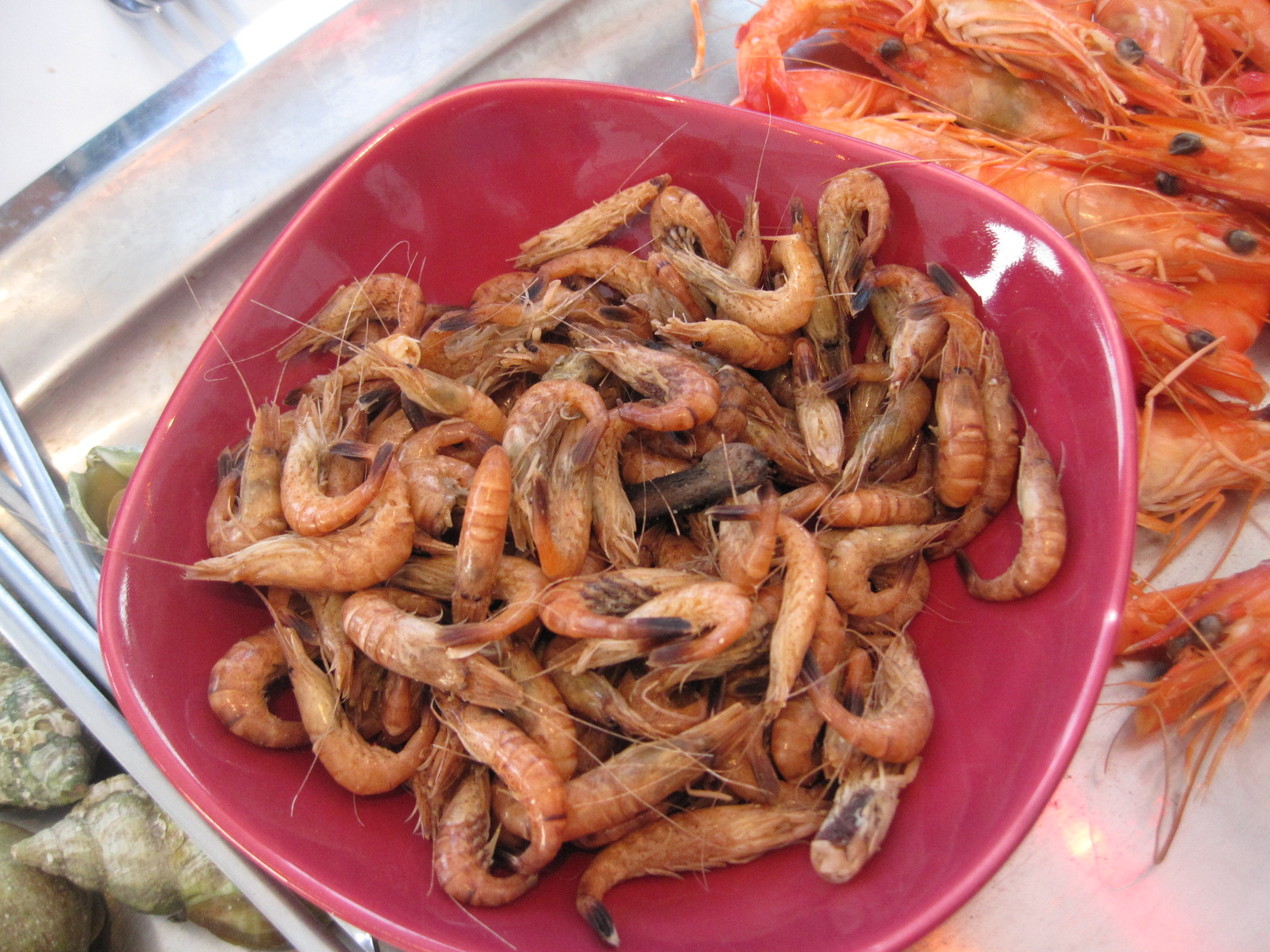
酒の肴として盛られた本種

ベルギーや近隣諸国で人気の高い食材である。調理法として、エビとマヨネーズを混ぜて中をくりぬいた生トマトと共に供するtomate-crevette がある。他のベルギー料理としてエビのクロケットがあり、これはエビとチーズに衣を付けたものである。剥いていない生のエビも食され、一般的にはローデンバッハなどのフランダース・レッド・エール（酸味のあるエール）の肴として消費される。